# Aegolipton peninsulare
Aegolipton peninsulare är en skalbaggsart som beskrevs av Komiya 2005. Aegolipton peninsulare ingår i släktet Aegolipton och familjen långhorningar. Inga underarter finns listade i Catalogue of Life.